# Basketball (videojuego)
Basketball fue un videojuego creado por Atari en 1979, fue el sexto juego creado por esta compañía. El juego fue lanzado para los arcades y para la consola Atari 2600 y las computadoras Atari de 8 bits.

## Objetivo del juego
El único objetivo del juego se trataba de encestar con la pelota, evitando, tal y como en el baloncesto real, que el rival logre quitarle la pelota al jugador. Al principio del juego, ambos jugadores están situados en el centro de la cancha. Una pelota salta entre ellos y en ese punto comienza el juego. El jugador atacante (el que lleva la pelota) siempre tiene el objetivo de lanzar a canasta y el jugador que defiende siempre se encara a su oponente. Cada jugador puede moverse en ocho direcciones con el joystick; el jugador con la pelota la bota constantemente. El jugador que defiende puede robarle la pelota cuando esta se separa de la mano del oponente. El jugador con la mayor puntuación después de 4 minutos es el vencedor.